# Cuca (Argeș)
Cuca is een Roemeense gemeente in het district Argeș.
Cuca telt 2206 inwoners.